# James Te Huna
James Te Huna (Darfield, 29 de septiembre de 1981) es un artista marcial mixto neozelandés retirado que compitió en las categorías pesado y semipesado.

## Carrera de artes marciales mixtas

### Ultimate Fighting Championship
Te Huna hizo su debut en UFC 110 contra Igor Pokrajac. Te-Huna salió victorioso con una polémica detención por TKO. El árbitro detuvo la pelea cuando Te-Huna golpeó a Pokrajac con nueve golpes consecutivos, lo que hizo que el brazo se rompiera.
Te-Huna hizo su regreso el 27 de febrero de 2011 en UFC 127 contra Alexander Gustafsson, donde fue derrotado por sumisión en la primera ronda debido a un estrangulamiento por la espalda. Donó su salario de la pelea a las víctimas del terremoto de Christchurch, y la UFC igualó su donación.
Te-Huna se enfrentó a Ricardo Romero el 24 de septiembre de 2011 en UFC 135. Te-Huna ganó por KO a los 47 segundos de la primera ronda.
Te-Huna se enfrentó a Aaron Rosa el 3 de marzo de 2012 en UFC on FX 2. Él ganó por nocaut técnico en la primera ronda.
Te-Huna se enfrentó a Joey Beltrán el 4 de agosto de 2012 en UFC on Fuel TV 4. Te-Huna ganó la pelea por decisión unánime.
Te-Huna se enfrentó a Ryan Jimmo el 16 de febrero de 2013 en UFC on Fuel TV 7. Te-Huna derrotó a Jimmo por decisión unánime.
Te-Huna se enfrentó a Glover Teixeira en UFC 160 el 25 de mayo de 2013. Entró como reemplazo por lesión de Ryan Bader. Te-Huna perdió la pelea por sumisión debido a un estrangulamiento de guillotina en la primera ronda.
Te-Huna se enfrentó a Maurício Rua el 7 de diciembre de 2013 en UFC Fight Night 33. Te-Huna perdió la pelea por nocaut en la primera ronda.
Después de obtener dos derrotas consecutivas, Te-Huna anunció que iba a bajar al peso medio para sus futuras peleas.
El 20 de marzo de 2016, Te-Huna volvió a su división original y se enfrentó a Steve Bossé el 20 de marzo de 2016 en UFC Fight Night 85. Te-Huna perdió la pelea por nocaut en la primera ronda.

#### Baja al peso medio
Te-Huna hizo su debut en peso medio ante Nate Marquardt en su país natal, Nueva Zelanda el 28 de junio de 2014 en UFC Fight Night 43. Te-Huna perdió la pelea por sumisión en la primera ronda.

## Vida personal
Te-Huna nació en Darfield, Nueva Zelanda, y es de origen maorí.

## Campeonatos y logros
- Ultimate Fighting Championship
  - Pelea de la Noche (Una vez)
  - Primer neozelandés en pelear en UFC

- Cage Fighting Championships
  - Campeón de Peso Semipesado (Una vez)
  - Campeón del GP de Peso Semipesado

## Récord en artes marciales mixtas
| Resultado | Récord | Oponente             | Método                            | Evento                                      | Fecha                    | Ronda | Tiempo | Localización         | Notas                                         |
| --------- | ------ | -------------------- | --------------------------------- | ------------------------------------------- | ------------------------ | ----- | ------ | -------------------- | --------------------------------------------- |
| Derrota   | 16–9   | Steve Bossé          | KO (golpe)                        | UFC Fight Night: Hunt vs. Mir               | 20 de marzo de 2016      | 1     | 0:52   | Brisbane             |                                               |
| Derrota   | 16–8   | Nate Marquardt       | Sumisión (armbar)                 | UFC Fight Night: Te-Huna vs. Marquardt      | 28 de junio de 2014      | 1     | 4:34   | Auckland             | Debut en peso medio.                          |
| Derrota   | 16–7   | Maurício Rua         | KO (golpe)                        | UFC Fight Night: Hunt vs. Bigfoot           | 7 de diciembre de 2013   | 1     | 1:03   | Brisbane             |                                               |
| Derrota   | 16–6   | Glover Teixeira      | Sumisión (guillotine choke)       | UFC 160                                     | 25 de mayo de 2013       | 1     | 2:38   | Las Vegas, Nevada    |                                               |
| Victoria  | 16–5   | Ryan Jimmo           | Decisión (unánime)                | UFC on Fuel TV: Barão vs. McDonald          | 16 de febrero de 2013    | 3     | 5:00   | Londres              |                                               |
| Victoria  | 15–5   | Joey Beltrán         | Decisión (unánime)                | UFC on Fuel TV: Muñoz vs. Weidman           | 11 de julio de 2012      | 3     | 5:00   | San José, California | Pelea de la Noche.                            |
| Victoria  | 14–5   | Aaron Rosa           | TKO (golpes)                      | UFC on FX: Alves vs. Kampmann               | 3 de marzo de 2012       | 1     | 2:08   | Sídney               |                                               |
| Victoria  | 13–5   | Ricardo Romero       | KO (golpes)                       | UFC 135                                     | 24 de septiembre de 2011 | 1     | 0:47   | Denver, Colorado     |                                               |
| Derrota   | 12–5   | Alexander Gustafsson | Sumisión (rear-naked choke)       | UFC 127                                     | 27 de febrero de 2011    | 1     | 4:27   | Sídney               |                                               |
| Victoria  | 12–4   | Igor Pokrajac        | KO (golpes)                       | UFC 110                                     | 21 de febrero de 2010    | 3     | 3:26   | Sídney               |                                               |
| Victoria  | 11–4   | Anthony Perosh       | KO (golpes)                       | CFC 10: Light Heavyweight Grand Prix Finals | 21 de agosto de 2009     | 1     | 2:21   | Sídney               | Ganó el GP de Peso Semipesado CFC.            |
| Victoria  | 10–4   | Priscus Fogagnolo    | KO (golpes)                       | CFC 9: Fighters Paradise                    | 11 de julio de 2009      | 2     | 2:37   | Gold Coast           | GP de Peso Semipesado CFC (Segunda ronda).    |
| Victoria  | 9–4    | Antony Rea           | TKO (golpes)                      | CFC 8: Light Heavyweight Grand Prix         | 22 de mayo de 2009       | 1     | 1:52   | Sídney               | GP de Peso Semipesado CFC (Primera ronda).    |
| Victoria  | 8–4    | David Gibb           | KO (golpes)                       | XFC: Return of the Hulk                     | 14 de marzo de 2009      | 1     |        | Perth                |                                               |
| Victoria  | 7–4    | Sam Brown            | Decisión (unánime)                | EFG: Weapons of Mass Destruction            | 3 de mayo de 2008        | 3     | 5:00   | Penrith              |                                               |
| Derrota   | 6–4    | Héctor Lombard       | Sumisión (lesión)                 | Warriors Realm 8                            | 23 de marzo de 2007      | 1     | 3:50   | Geelong              |                                               |
| Victoria  | 6–3    | Takahiro Oba         | TKO (parada del equipo)           | X-plosion                                   | 18 de agosto de 2006     | 2     | 5:00   | Sídney               |                                               |
| Derrota   | 5–3    | James Lee            | Sumisión (rear-naked choke)       | KOTC: Gunfather                             | 10 de febrero de 2006    | 1     | 1:37   | Sunshine Coast       | Por el Campeonato de Peso Semipesado de KOTC. |
| Victoria  | 5–2    | Edwin Aguilar        | KO (golpes)                       | Kumite 2                                    | 11 de noviembre de 2005  | 2     |        | Sídney               |                                               |
| Victoria  | 4–2    | Adrian Leatuna       | KO (golpes)                       | Kumite 1                                    | 2 de julio de 2005       | 3     |        | Sídney               |                                               |
| Derrota   | 3–2    | Matt Knight          | Descalificación (agarrar la reja) | KOTC: Australia                             | 4 de febrero de 2005     | 1     | 4:01   | Sídney               |                                               |
| Victoria  | 3–1    | Kym Robinson         | Sumisión (rear-naked choke)       | XFC 6: Ultimate Fighting Returns            | 20 de noviembre de 2004  | 1     | 2:19   | Gold Coast           |                                               |
| Victoria  | 2–1    | Rocky Huni           | Sumisión (rear-naked choke)       | XFC 5: When Worlds Collide                  | 13 de agosto de 2004     | 1     |        | Gold Coast           |                                               |
| Victoria  | 1–1    | Matt Knight          | Sumisión (rear-naked choke)       | Xtreme Fight Club 2                         | 5 de junio de 2004       | 2     | 1:20   | Gold Coast           |                                               |
| Derrota   | 0–1    | Api Hemara           | Sumisión (armbar)                 | Spartan Reality Fight 6                     | 5 de abril de 2003       | 1     | 2:20   | Perth                |                                               |